# Kanalizační přípojka

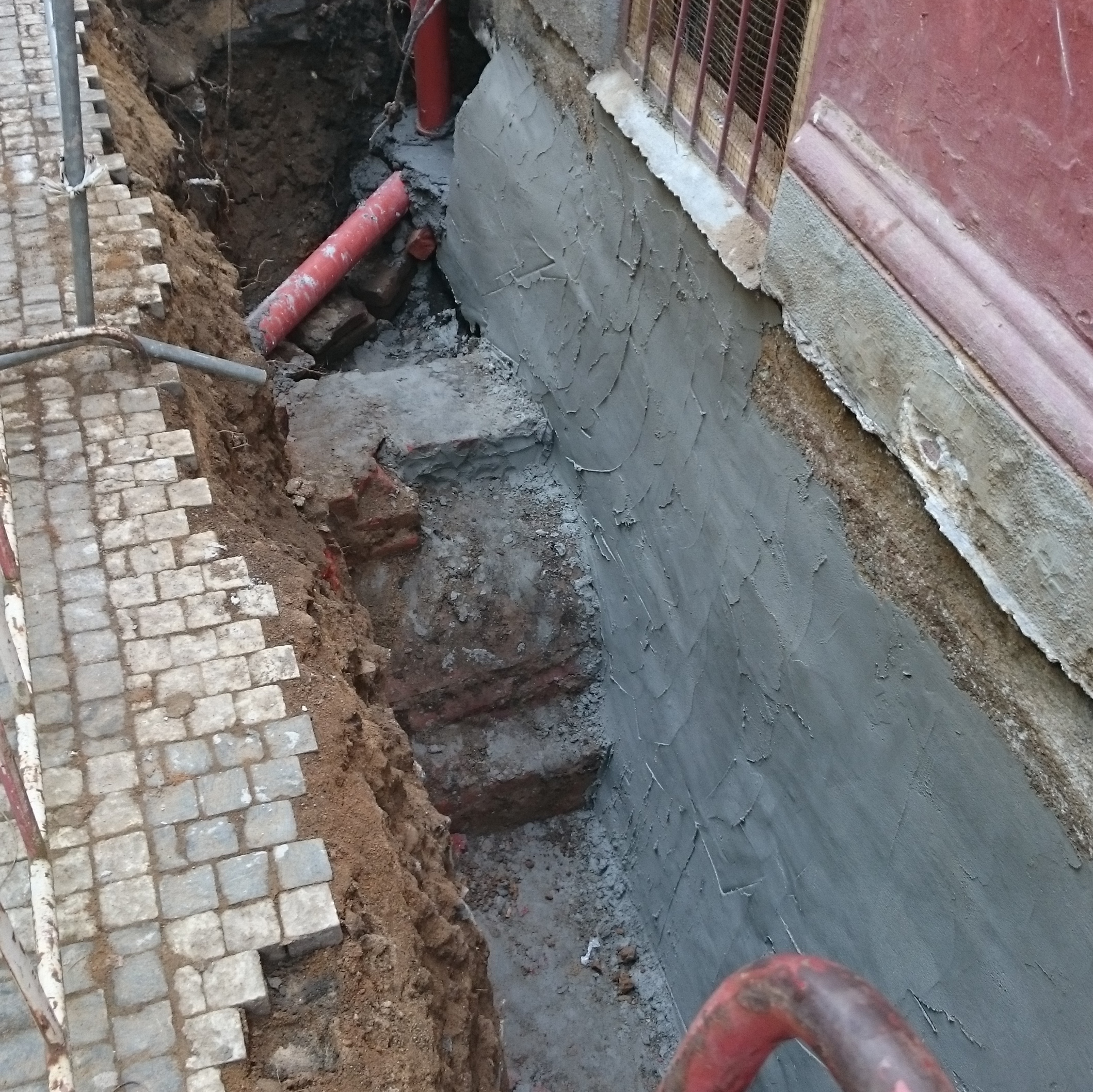
Kanalizační přípojka ve formě tzv. vajíčka jdoucí z domu do uliční stoky

Kanalizační přípojka je podzemní potrubí spojující vnitřní kanalizaci a kanalizační stoku, odvádí z připojené nemovitosti odpadní vodu. Součástí kanalizační přípojky může být i revizní šachta. Kanalizační přípojka spadá do oboru souhrnně nazývaného technické zařízení budov.

## Úřední definice
Definici kanalizační přípojky upřesňuje Zákon č. 274/2001 Sb. o vodovodech a kanalizacích pro veřejnou potřebu (Zákon o vodovodech a kanalizacích) v pozdějším znění v §3, odst.2) "Kanalizační přípojka je samostatnou stavbou tvořenou úsekem potrubí od vyústění vnitřní kanalizace stavby nebo odvodnění pozemku k zaústění do stokové sítě".

## Všeobecná pravidla
Každá budova má mít vlastní kanalizační přípojku, jen ve výjimečných situacích se souhlasem správce stokové sítě je povoleno, aby více budov mělo jednu přípojku. Kanalizační přípojka má být co nejkratší, vedená v přímém směru kolmo na veřejnou kanalizaci. Minimální spád přípojky jsou 2 %, u spádu nad 30 % je potřeba návrh doložit hydraulických výpočtem. Spád musí být po celé délce přípojky stejný. Minimální DN (vnitřní průměr) kanalizační přípojky je 150 mm. Přípojka se ukládá do pískového lože dle montážního předpisu výrobce potrubí a do nezámrzné hloubky.

## Napojování na stoku

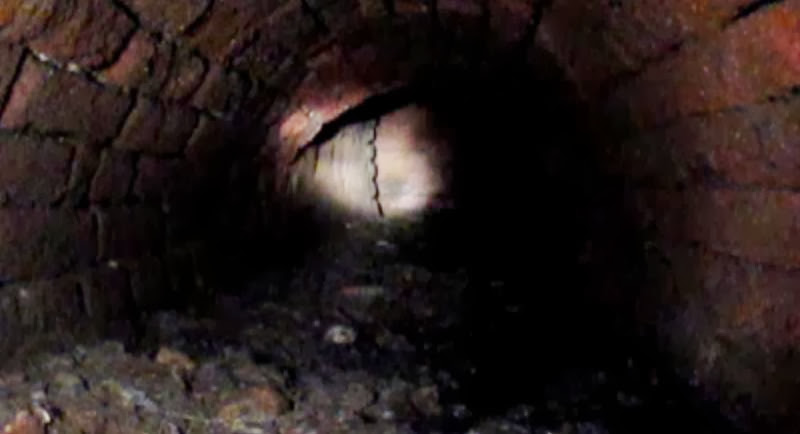
Tzv. vajíčko, zaústěné do uliční stoky

Kanalizační přípojka se napojuje na stokovou síť:
- do revizní šachty:
  - prostupem do dna – pokud se revizní šachta staví současně s přípojkou lze použít monolitické dno s již připraveným vstupem pomocí šachtové vložky, v opačném případě se provádí průraz do stěny šachty v úrovni nášlapné plochy. Pomocí žlábku se plynule propojí do koryta stoky.
  - vnějším spádištěm – v případě hluboké revizní šachty, kdy by se při dodržení zásady o stejném spádu potrubí v celé délce přípojky, potrubí muselo přílišně zahlubovat, čímž by se značně zvyšovaly náklady na výstavbu přípojky. Přípojka tedy v tomto případě může být položena v přiměřeném spádu a proveden prostup v úrovni kde se potrubí střetne se šachtou. Cca 0,5 m před šachtou se na potrubí vysadí odbočka směrem dolů a svislým potrubím podél stěny šachty se vytvoří spádišťové potrubí, které se pomocí kolena či dvou napojí do dna.
- do potrubí stoky:
  - odbočkou - jde o tvarovku dodávanou výrobcem potrubí, ze kterého je provedena stoka.

## Druhy
Druh kanalizační přípojky závisí na druhu vnitřní kanalizace.
Kanalizační přípojky rozdělujeme podle:
- sil unášejících odpadní vodu:
  - gravitační – odpadní voda odtéká přirozeně po spádu potrubí, tedy gravitačně
  - tlaková – odpadní voda se shromažďuje v akumulačním prostoru čerpací stanice odpadních vod a následně je po naplnění předčerpána do nejbližšího gravitačního potrubí, případně přímo do veřejné kanalizace. Tento systém se používá, pokud vnitřní kanalizace vyúsťuje níže, než je dno potrubí stokové sítě.
  - podtlaková – odpadní vody jsou čerpány stejně jako u tlakové kanalizace, avšak čerpací zařízení je umístěno na stokové síti.
- odvádění dešťových vod:
  - jednotná – dešťové vody jsou odváděny společně se splaškovými odpadními vodami
  - oddílná – dešťové vody jsou odváděny samostatným potrubím odděleně od vod splaškových. Tento druh se užívá například tehdy, je-li na vnitřní kanalizaci objekt na předčištění nebo je-li kanalizační přípojka tlaková. Oddílná kanalizační přípojka tedy může být
    - splašková nebo
    - dešťová.

## Materiály
- kamenina – tradiční materiál, který se používá tam, kde jsou zvýšené nároky na životnost a odolnost přípojky.
- plast – novodobý materiál, který má oproti kamenině a betonu výhodu nižší pořizovací ceny a snazší montáže díky nízké hmotnosti potrubí.
- beton – jde o armované betonové trouby používané v dimenzích potrubí 300 mm a více, používané tedy především u dešťových kanalizačních přípojek.

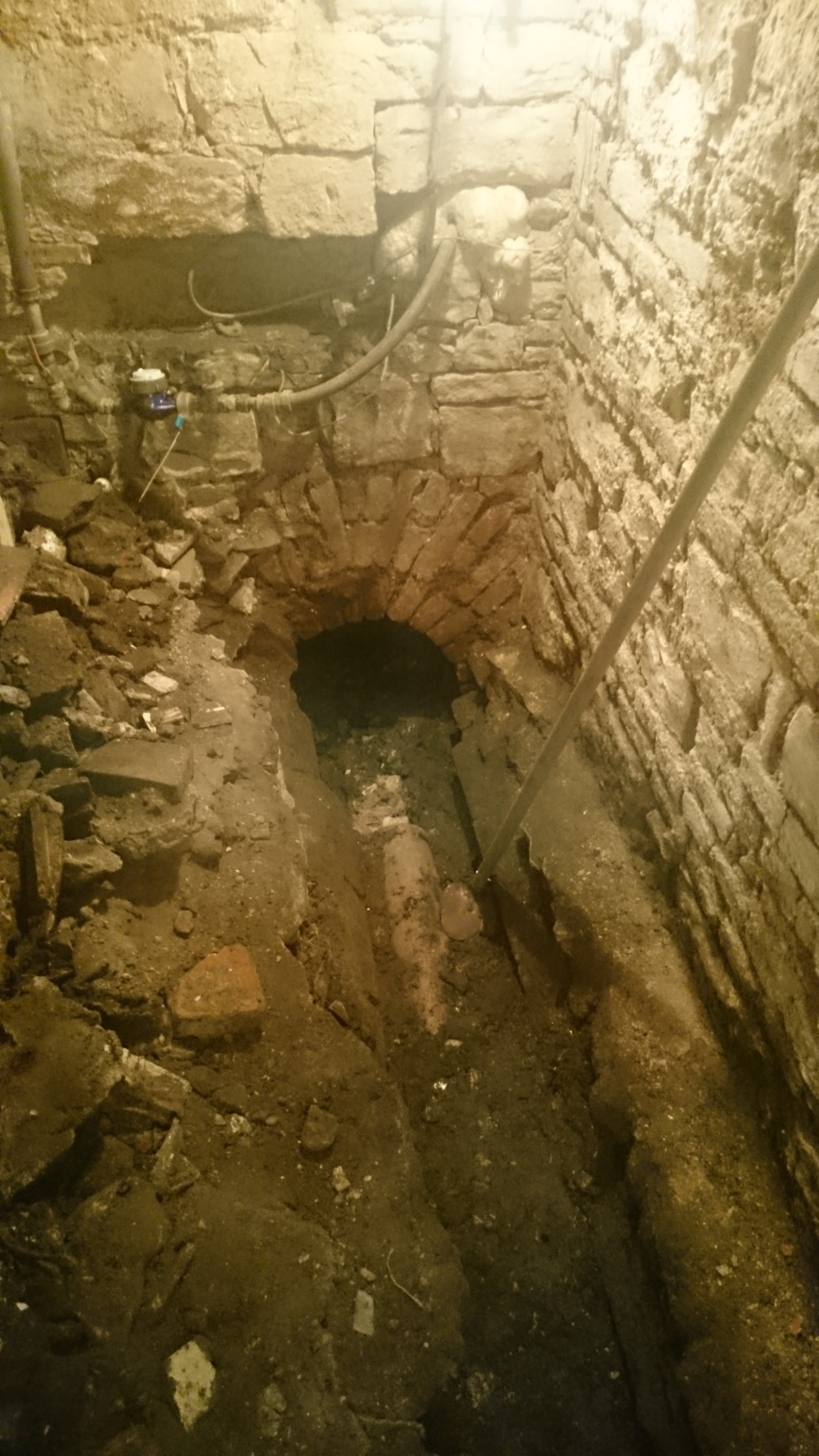
Zaústění do vyzděné kanalizační stoky tvaru vajíčka
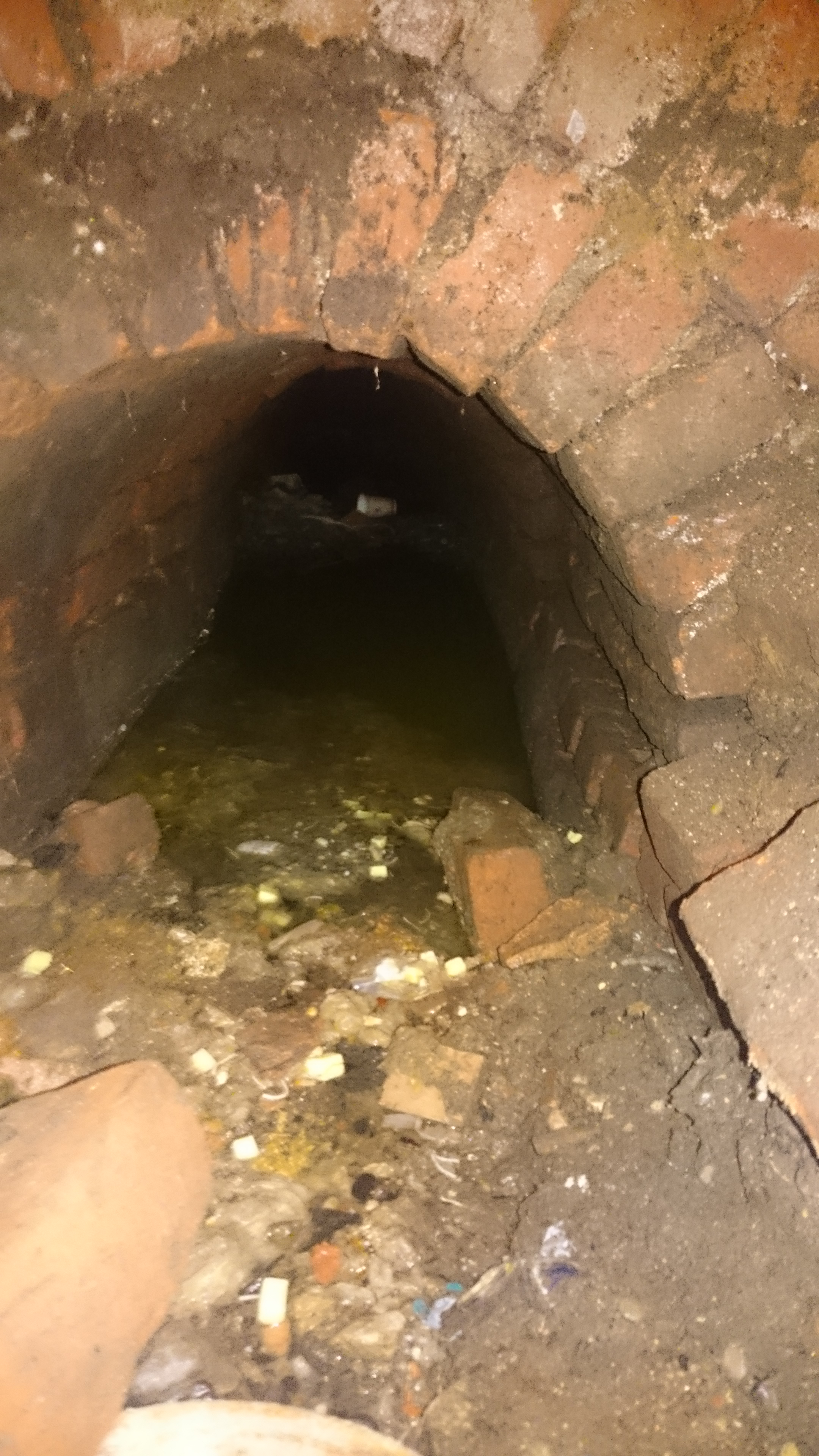
Pohled do vyzděné kanalizační stoky plné fekálií
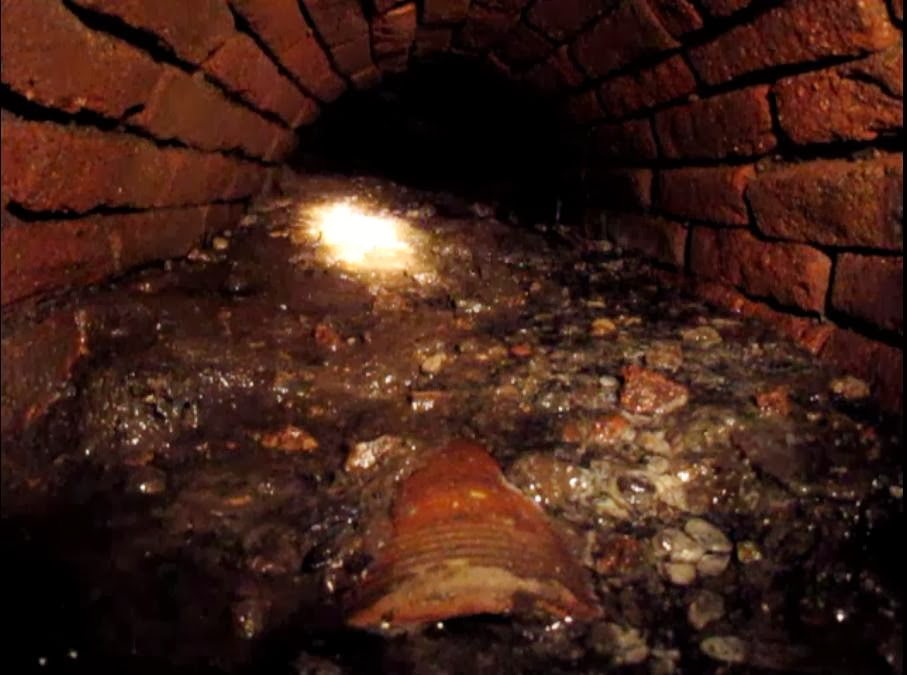
Kameninová trubka položená do vyzděné stoky. Obklopena fekáliemi
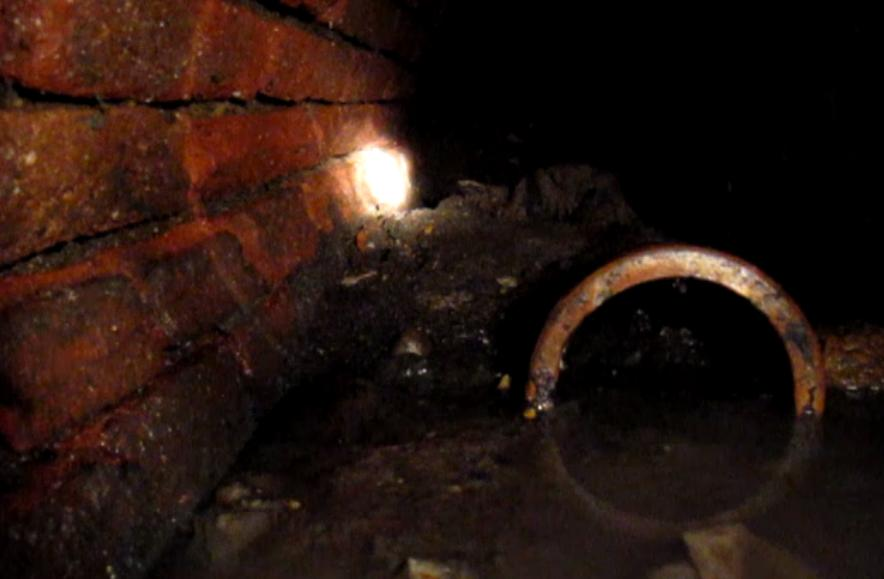
Detail kameninové trubky
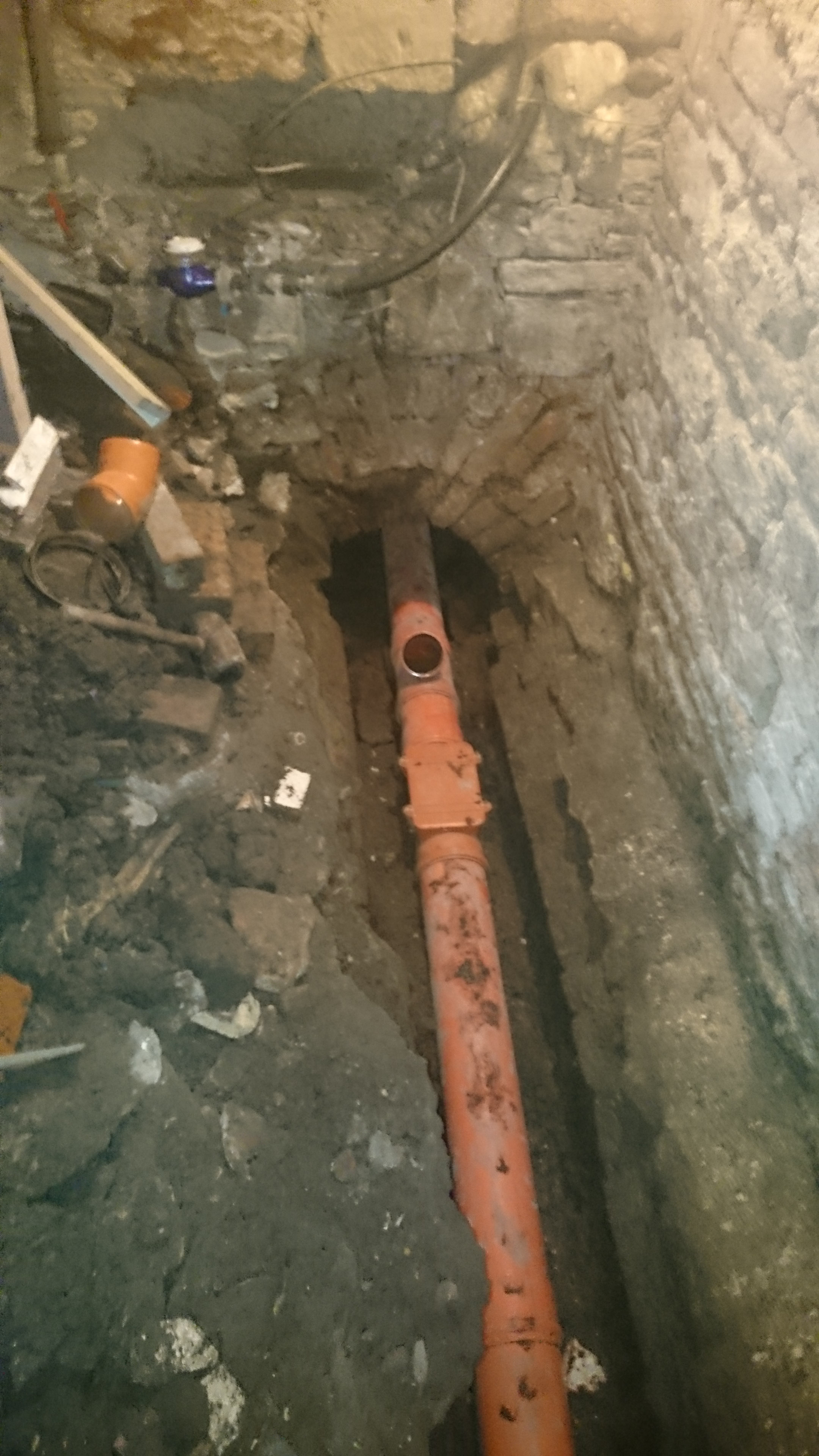
Plastová trubka vložená do původní cihlové přípojky

## Provozování
Provozování kanalizační přípojky, myšleno vypouštění odpadních vod do stokové sítě, se řídí kanalizačním řádem stokové sítě, do které je přípojka zaústěna. V případech, kdy je nutné vypouštět odpadní vody s obsahem látek nad rámec kanalizačního řádu, upravuje pravidla pro provozování Vodoprávní úřad svým rozhodnutím. Rozhodnutím může být nařízeno osazení měřícího zařízení nebo zařízení na odběr vzorků. Nejčastěji se však přistupuje k vybudování zařízení na předčištění odpadních vod tak, aby odpadní vody kanalizačnímu řádu vyhověly a související povinnost provádění pravidelného rozboru vzorku.

## Navrhování a výstavba
Kanalizační přípojka se navrhuje v souladu s technickou normou ČSN 75 6101 Stokové sítě a kanalizační přípojky.
Obecné požadavky pro výstavbu kanalizační přípojky stanoví Vyhláška o technických požadavcích na stavby č. 268/2009 Sb., §33.